# Horsfieldia xanthina
Espèce
Horsfieldia xanthina est une espèce de plantes de la famille des Myristicaceae.

## Liste des sous-espèces
Selon Catalogue of Life (10 avril 2019) :
- sous-espèce Horsfieldia xanthina subsp. macrophylla
- sous-espèce Horsfieldia xanthina subsp. xanthina

Selon Tropicos (10 avril 2019) :
- sous-espèce Horsfieldia xanthina subsp. macrophylla W.J. de Wilde

## Publication originale
- Bulletin of Miscellaneous Information, Royal Gardens, Kew 1939: 541. 1940.